# Andreas Steinbach
Andreas Steinbach (* 7. Juli 1965 in Duschanbe, Tadschikische SSR, Sowjetunion) ist ein ehemaliger deutscher Ringer.

## Werdegang
Andreas Steinbach, ein Russlanddeutscher, der 1981 aus der Sowjetunion in die Bundesrepublik kam, war ein hochtalentierter junger Ringer, der den griechisch-römischen Stil bevorzugte. Da er das Ringen schon in der Sowjetunion erlernt hatte, fasste er in Deutschland schnell Fuß und schloss sich dem Ringerclub Lahr-Kuhbach an. 1981 und 1982 wurde er deutscher Jugendmeister im griechisch-römischen Stil in der Klasse bis 75 kg Körpergewicht. Auch im internationalen Bereich stellte er sein Können unter Beweis und erreichte dort von 1982 bis 1985 hervorragende Ergebnisse. 1985 wurde er Vizeweltmeister der Junioren (Juniors).
Später wechselte Andreas Steinbach zum VfK Schifferstadt und wurde dort von Frank Hartmann und von Bundestrainer Lothar Ruch trainiert.
Seinen Einstand bei internationalen Meisterschaften bei den Senioren gab er 1987 und belegte bei ersten Wettkämpfen zunächst die Plätze sieben bzw. zehn.
Bei den Olympischen Spielen 1988 in Seoul gewann er vier Kämpfe und führte gegen den Finnen Harri Koskela sieben Sekunden vor Ende des Kampfes mit 1:0, musste dann aber noch eine Wertung des Finnen hinnehmen und verlor den Kampf 1:2. Bei einem Sieg wäre er Gruppensieger geworden und hätte die Silbermedaille sicher gehabt.
Seine erste internationale Medaille gewann Andreas Steinbach bei der Europameisterschaft 1989 in Oulu im Halbschwergewicht. Im Kampf um Platz 3 schlug er den Ungarn Péter Farkas, der später zweifacher Weltmeister und Olympiasieger 1992 wurde. In Kampf um den Einzug in das Finale siegte Andreas Steinbach zunächst gegen den sowjetischen Sportler Wladimir Popow mit 4:3 Punkten, auf russischen Protest hin wurde dieses Ergebnis jedoch auf 5:0 für Popow korrigiert.
Nach der deutschen Wiedervereinigung 1990 bekam Andreas Steinbach in der Halbschwergewichtsklasse in dem amtierenden Weltmeister von 1989 Maik Bullmann aus Frankfurt (Oder) einen für ihn unschlagbaren Konkurrenten. Er musste deshalb in das Schwergewicht (Klasse bis 100 kg Körpergewicht) ausweichen. Obwohl er meist nur zwischen 93 und 95 kg wog, hatte er auch in dieser Gewichtsklasse Erfolg. Gleich beim ersten Start in dieser Gewichtsklasse bei den Europameisterschaften in Aschaffenburg gewann er die Silbermedaille und schlug dabei den Olympiasieger von 1988 Andrzej Wroński aus Polen. Bei der Weltmeisterschaft des gleichen Jahres in Warna belegte er den 8. Platz.
Bei der Europameisterschaft 1992 in Kopenhagen gewann er eine Bronzemedaille. Im Kampf um diese Medaille gelang ihm dabei ein Schultersieg über den bulgarischen Olympiasieger von 1988 im Halbschwergewicht Atanas Komtschew aus Bulgarien. Bei den Olympischen Spielen 1992 in Barcelona traf er auf die Weltmeister der beiden letzten Jahre Héctor Milián aus Kuba und Sjarhei Dsjamjaschkewitsch aus Russland und unterlag beide Male knapp nach Punkten. Im weiteren Turnierverlauf schlug er mit Norbert Növényi aus Ungarn einen weiteren ehemaligen Olympiasieger und belegte insgesamt den fünften Platz.
1993 und 1994 pausierte Andreas bei den internationalen Meisterschaften. Nach seinem Comeback 1995 gelangen ihm aber keine weiteren Erfolge mehr. Nachdem er sich auch nicht für die Olympischen Spiele 1996 qualifizieren konnte, beendete er seine internationale Ringerlaufbahn endgültig.
Seit 2007 ist Steinbach Trainer der Ringergemeinschaft Lahr.
Die Ergebnisse der großen Meisterschaften und Turniere, an denen Andreas Steinbach teilnahm, sind in den folgenden Abschnitten nachzulesen.

### Internationale Erfolge
(alle Wettbewerbe im griechisch-römischen Stil, OS = Olympische Spiele, WM = Weltmeisterschaft, EM = Europameisterschaft, Mittelgewicht, damals bis 82 kg, Halbschwergewicht, damals bis 90 kg, Schwergewicht, damals 100 kg Körpergewicht (KG))
| Jahr | Platz | Wettbewerb                                | Gewichtsklasse | |
| 1982 | 4.    | Junioren-WM (Juniors)                     | bis 75 kg KG   | |
| 1983 | 2.    | Junioren-WM (Juniors) in Oak Lawn/USA     | bis 75 kg KG   | mit Siegen über Knight, USA, Chachoscholi, Israel, Sergei Simin, UdSSR und einer Niederlage gegen Ildim, Türkei                                                                         |
| 1985 | 4.    | Junioren-WM (Espoirs) in Colorado Springs | Mittel         | hinter Mondy Amajew, UdSSR, Stefan Miroslawow, Bulgarien und Radosław Turkot, Polen |
| 1987 | 10.   | EM in Tampere                             | Halbschwer     | mit Sieg über Tom Sand, Norwegen und Niederlagen gegen Ilie Matei, Rumänien, Atanas Komtschew, Bulgarien und Sören Claesson, Schweden                                                   |
| 1987 | 7.    | WM in Clermont-Ferrand                    | Halbschwer     | mit Siegen über Leitão Filho, Brasilien und Bam, Jugoslawien und Niederlagen gegen Wladimir Popow, UdSSR und Matei                                                                      |
| 1988 | 10.   | EM in Kolbotn/Norwegen                    | Halbschwer     | mit Sieg über Klaus Mysen, Norwegen und Niederlagen gegen Georgios Pikilidis, Griechenland, Harri Koskela, Finnland und Iwajlo Jordanow, Bulgarien                                      |
| 1988 | 5.    | OS in Seoul                               | Halbschwer     | mit Siegen über Charles Douglas Cox, Kanada, Jean Yombi, Kamerun, Mike Foy, USA und Franz Pitschmann, Österreich und Niederlagen gegen Koskela, Popow und Komtschew                     |
| 1989 | 3.    | EM in Oulu                                | Halbschwer     | mit Siegen über Pikilidis, Johan Carlsson, Schweden und Péter Farkas, Ungarn und einer Niederlage gegen Popow                                                                           |
| 1990 | 5.    | EM in Posen                               | Halbschwer     | mit Siegen über Henri Meiss, Frankreich, Olaf Koschnitzke, DDR, Pikilidis und Niederlagen gegen Jordanow und Marek Kaszewski, Polen                                                     |
| 1991 | 2.    | EM in Aschaffenburg                       | Schwer         | mit Siegen über Andrzej Wroński, Polen, Ilja Wassiliew, Bulgarien und Sándor Major, Ungarn und einer Niederlage gegen Sjarhej Dsjamjaschkewitsch, UdSSR                                 |
| 1991 | 8.    | WM in Warna                               | Schwer         | mit Siegen über Song Sung-Il, Korea und Kondo Trutomi, Japan und Niederlagen gegen Héctor Milián, Kuba, Sjarhej Dsjamjaschkewitsch und Dennis Koslowski, USA                            |
| 1992 | 3.    | EM in Kopenhagen                          | Schwer         | mit Siegen über Ion Ieremciuc, Rumänien, Dušan Masár, Polen und Atanas Komtschew und Niederlagen gegen Miloš Govedarica, Jugoslawien (beide Ringer disqualifiziert) und Andrzej Wroński |
| 1992 | 5.    | OS in Barcelona                           | Schwer         | mit Siegen über Louis Sandoval, Panama, Govedarica und Norbert Növényi, Ungarn und Niederlagen gegen Héctor Milián und Sjarhej Dsjamjaschkewitsch                                       |
| 1995 | 9.    | EM in Besançon                            | Schwer         | mit Sieg über Giuseppe Giunta, Italien und Niederlagen gegen Heorhij Soldadse, Ukraine und Taimuras Edischeraschwili, Russland                                                          |
| 1995 | 11.   | WM in Prag                                | Schwer         | mit Siegen über Gagu Gogedidse, Georgien und John Ostendorp, USA und Niederlagen gegen Héctor Milián und Nándor Gelenesi, Ungarn                                                        |
| 1996 | 14.   | EM in Budapest                            | Schwer         | mit Sieg über Alex Triantafilidis, Griechenland und Niederlagen gegen Anatolij Kosulja, Ukraine und Gogodidse                                                                           |

### Deutsche Meisterschaften
| Jahr | Platz | Gewichtsklasse | Ergebnis                                                                       |
| 1985 | 2.    | Mittel         | hinter Jan Dolgowicz, Aalen und vor Hans-Hermann Strauß, Aalen                 |
| 1987 | 1.    | Halbschwer     | vor Günter Tabel, Mülheim und Franz Seelos, Schifferstadt                      |
| 1988 | 1.    | Halbschwer     | vor Roger Gries, Mömbris-Königshofen und Franz Achter, Hallbergmoos            |
| 1989 | 1.    | Halbschwer     | vor Rainer Weber, Nürnberg und Roger Gries                                     |
| 1990 | 2.    | Halbschwer     | hinter Roger Gries und vor Franz Achter                                        |
| 1991 | 2.    | Halbschwer     | hinter Maik Bullmann, AC Goldbach und vor Mario Trautmann, Lünen               |
| 1992 | 2.    | Schwer         | hinter Roger Gries und vor Torsten Freitag, Goldbach                           |
| 1996 | 1.    | Schwer         | vor Roger Gössner SV Germania Weingarten und Dirk Zimmermann, Eisenhüttenstadt |